# Altsasu (stacja kolejowa)
Altsasu (hiszp: Estación de Alsasua, bask: Altsasuko geltokia) – stacja kolejowa w miejscowości Altsasu, we wspólnocie autonomicznej Nawarra, w Hiszpanii. Jest to główny dworzec miasta oraz ważny węzeł kolejowy. Obsługuje połączenia średniego i dalekiego zasięgu Renfe. Posiada również funkcje towarowe.

## Położenie stacji
Stacja położona jest na wysokości 534 m n.p.m., na liniach kolejowych:
- Madryt – Hendaye km 535,470[1].
- Castejón de Ebro – Altsasu km 232,949[1].

## Historia
Stacja została otwarta w dniu 20 sierpnia 1864 wraz z odcinkiem Olazti-Beasain linii Madryt-Hendaye. Linię wybudowała Compañía de los Caminos de Hierro del Norte de España. Spółka zarządzała linią do 1941 roku kiedy nastąpiła nacjonalizacja kolei w Hiszpanii i włączono ją do nowo utworzonego RENFE.
Od 31 grudnia 2004 infrastrukturą kolejową zarządza Adif.

## Linie kolejowe
- Madryt – Hendaye